# Pueblo ucraniano
El pueblo ucraniano o ucranio (en ucraniano: українці; romanización: ukrayintsi; pronunciación: [ukrɑˈjintsi]) es un grupo étnico eslavo oriental de Ucrania.
Los ucranianos son descendientes de varios pueblos que habitaron la zona que se extendía desde el mar Negro hasta las fronteras de Rusia, Polonia, Moldavia, Bielorrusia, Eslovaquia, Hungría y Rumanía incluyendo numerosas tribus nómadas tales como escitas, sármatas, godos y varegos, así como dacios, jázaros, pechenegos y cumanos. Sin embargo, los orígenes ucranianos son principalmente eslavos, mientras que los nómadas no eslavos que en su mayoría vivían en las estepas del sur de Ucrania, tienen influencia en los ancestros de los ucranianos modernos.
El idioma ucraniano es una lengua eslava oriental y el pueblo ucraniano pertenece a la misma subdivisión de eslavos orientales que los bielorrusos, los rutenos y rusos. Los primeros eslavos orientales habitaron las actuales tierras de Ucrania desde tiempos remotos por el siglo V a. C., estableciendo su dominio ahí y fundando la ciudad de Kiev, que más tarde se volvería la capital de un poderoso estado conocido como la Rus de Kiev. El Kniaz Vladimiro I de Kiev de la Rus de Kiev adoptó el cristianismo ortodoxo en el año 988.

## Historia

### Etimología
El nombre de los ucranianos hasta el siglo XIX eran «Rus» o «Rutenos» (no se debe confundir con el pueblo rusino, ya que el término de estos aparece mucho después), derivados del nombre de la Rus de Kiev. Estos nombres aparecen en las crónicas de Néstor, registros, literatura religiosa y secular entre los siglos XIII y XIX. En los textos latinos, los Rusynos a menudo se escribían «Rutenos» y en las fuentes griegas y sus derivados «Rusos».
En los siglos XVIII y XIX, en paralelo con el nombre de «Rusynos», los ucranianos fueron llamados «cosacos», esto se debió al hecho de que Ucrania era el centro de la masonería cosaca, el Sich de Zoporozhia. Desde finales del siglo XVII hasta principios del siglo XIX, después de que la mayoría de las tierras ucranianas se convirtieron en parte del Imperio ruso, también se los llamó «pequeños rusos» o rusos menores por el nombre de la iglesia bizantina de Ucrania «Rus Menor».
En 1590, por primera vez en la historiografía, se introdujo el nombre «pueblo ucraniano» en el diccionario político. Se registró por primera vez a fines del siglo XVI en documentos dedicados al levantamiento cosaco de Nalyvaiko. En la primera mitad del siglo XVII, los embajadores ante los parlamentos de la Rzeczpospolita de los voivodatos de Kiev, Brátslav y Cherníhiv fueron llamados "ucranianos". En la era de los cosacos, "ucranianos" significaba los habitantes de la policía cosaca   - Hetmanato, Slobozhánschyna y Zaporiyia. Desde la segunda mitad del siglo XVII, el etnónimo "ucranianos", y especialmente "pueblo ucraniano", ya era ampliamente utilizado por los hetmans de Ucrania y los oficiales cosacos de Zaporiyia.
Desde principios del siglo XIX, para enfatizar su separación de los rusos, la intelectualidad ucraniana de Járkov comenzó a usar el nombre «ucranianos» como un etnónimo común en lugar del antiguo nombre "Rusyns". Este nuevo nombre se estableció finalmente en la zona del Ucrania del Dniéper después del movimiento de liberación nacional de 1917-1920 y la ucranización soviética. Lo mismo sucedió en Galicia y Bucovina, entonces Polonia y Rumanía, entre 1918 y 1940 debido a las actividades de las organizaciones nacionalistas ucranianas.

### Origen étnico

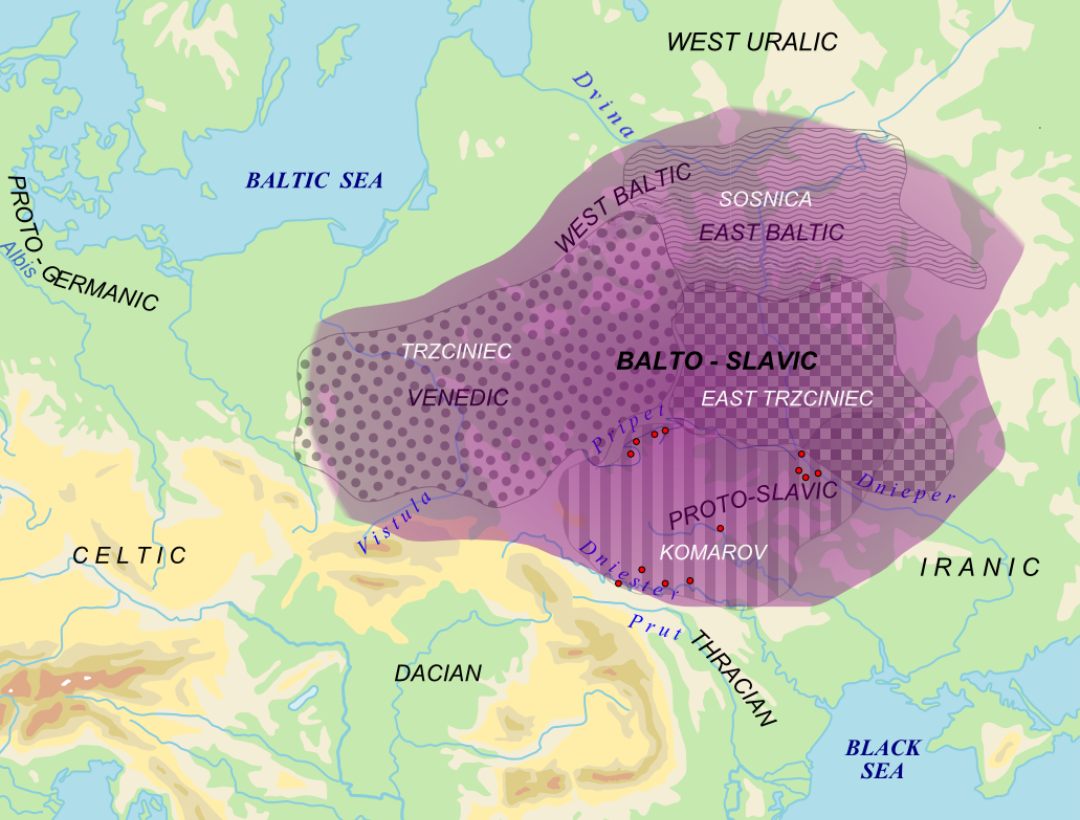
Comunidad lingüística baltoeslava

El territorio de Ucrania es parte del espacio etno-cultural donde en diferentes momentos hubo procesos de formación de grupos étnicos indoeuropeos, proto-eslavos y eslavos. Las tribus indoeuropeas eran contemporáneas de las tribus de la cultura Trypillia. La aparición de los eslavos fue precedida por la larga existencia del hipotético baltoeslavicismo (cultura de la cerámica de cordón y cultura Tšinec-Komariv) y el proto-eslavismo. En el I milenio antes de Cristo, tribus iranias vagaron por las estepas de Ucrania y entraron en contacto con las culturas del Dniéper relacionadas con la formación de comunidades proto-eslavas. En las zonas de estepa y bosque estaban presentes la cultura de Zarúbintsy, la cultura Volýn-Podolsk, la cultura de Kiev y la cultura "gótica" de Cherniajiv, cuyos portadores eran total o parcialmente proto-eslavos. Después de la invasión de los hunos se formaron comunidades medievales tempranas como Korchatka, Penkiv y Kolochyn, que están asociadas con las uniones tribales eslavas de los antae y los esclavenos. Además de estos, se les añadieron más tarde los glades, volynios, tívertsy, derevlyany, úlychi, croatas blancos y dregóviches que se fueron integrando en el estado medieval de la Rus de Kiev. Cabe señalar que el complejo etnocultural ucraniano, basado en el componente protoeslavo, también absorbió probablemente elementos iraníes (escitas y sármatas), germánicos (godos), bálticos, tracios y celtas. En la Edad Media, los varegos (vikingos) y pueblos túrquicos también se asentaron.

Área de dialectos de la lengua ucraniana. El comienzo del.

Otros sucesos tardío medievales, sugeridos por el historiador soviético Vladímir Mavrodin, este formuló el concepto según el cual se formó una etnia eslava oriental que se separó en los tiempos de la Rus de Kiev (viejos rusos). Este concepto fue la base del esquema oficial soviético de la historia de los eslavos orientales. Otro investigador soviético, Lev Gumiliov, planteó la hipótesis de que los Polovtsianos bautizados se convirtieron en uno de los estratos básicos de la etnia ucraniana. El historiador estadounidense Omeljan Pritsak también sugirió que en la etnogénesis ucranianos y rusos, además de bielorrusos.
El criterio para determinar la finalización de la etnogénesis de los ucranianos es su reconocimiento como identidad étnica, que queda reflejada en el correspondiente etnónimo "Rus" / "Rusyn", que se utilizó como el nombre propio de toda la población eslava de Ucrania desde finales del XII hasta el siglo XVIII inclusive, y posiblemente más, ya que la última fijación registrada en fuentes del este-centro de Ucrania se da en 1728 y en obras folclóricas por el 1850. Como un nombre propio regional de la población ucraniana de las regiones occidentales de Ucrania, este término, ya en forma de "Rusyn", existió hasta la primera mitad del siglo XX, cuando fue suplantado por el nuevo endontonismo "ucranianos". Así, la etnia que surgió en las tierras eslavas del sur de Rusia a finales del XII se dio a reconocer.

## Antropología y geografía
El análisis de las características genéticas de los ucranianos nativos por línea paterna indica que el haplogrupo más frecuente de cromosomas Y ucranianos es R1a, que ocurre en 41.5-54.0% de la gente. La misma alta frecuencia del grupo R1a es característica de los polacos, los rusos del sur, bielorrusos, eslovenos, lituanos, serbios y algunos pueblos del subcontinente indio. Según algunos datos, también para los húngaros.
Un rasgo característico de los ucranianos es su heterogeneidad genética extremadamente baja en comparación con otras naciones europeas.

## Diáspora

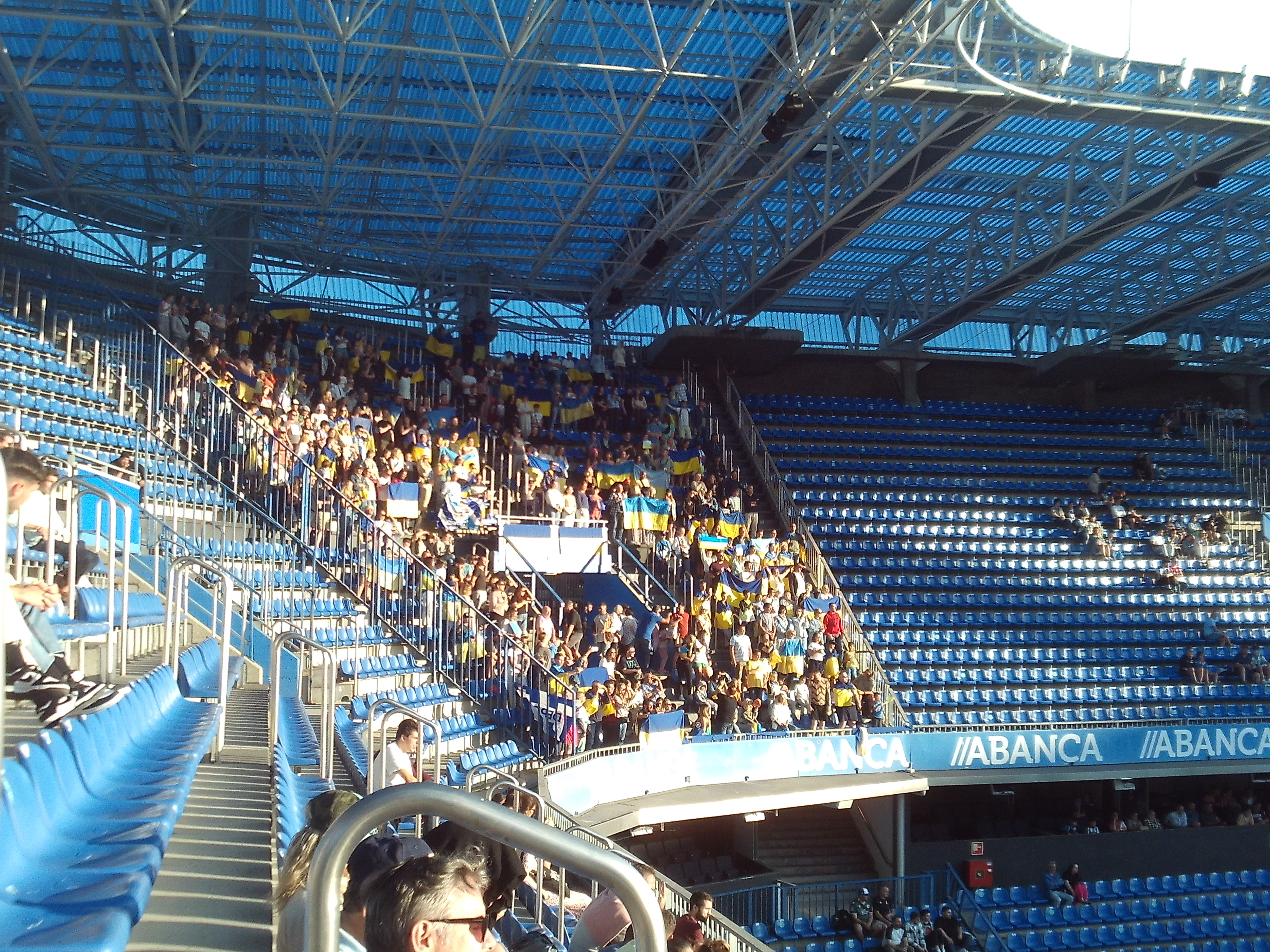
Aficionados ucranianos en el estadio de Riazor, La Coruña, Galicia, España.

Hay entre 46 700 000–51 800 000 ucranianos étnicos. Habitada principalmente por etnias ucranianas, el área de Europa se encuentra en su parte central-oriental, en el sudoeste de la llanura de Europa del Este, en los Cárpatos orientales y adyacente a los mares Negro y Azov. El territorio étnico ucraniano cubre aproximadamente 600.000 km² (excluyendo los enclaves étnicos ucranianos separados de todo el territorio étnico) y se extiende a aproximadamente 1.400 km de oeste a este en una franja ancha principalmente de 300 a 700 km de norte a sur.
La peculiaridad del territorio étnico ucraniano entre los vastos espacios euroasiáticos de todos los pueblos eslavos modernos es que es muy probable que la comunidad étnica proto-eslava se haya formado en él, parte de la cual (la que no emigró desde aquí) se convirtió con el tiempo en los ucranianos modernos. El núcleo del territorio étnico ucraniano desde el comienzo de la formación de los ucranianos hasta hoy se ha ubicado dentro del territorio ucraniano estatal (nacional) moderno.
Los ucranianos han percibido durante mucho tiempo el entorno natural como una parte integral de su tierra natal. Las tierras habitadas por los ucranianos tenían y tienen grandes recursos para la producción agrícola e industrial, y un significado geopolítico e histórico.
Los contornos y el área del territorio étnico ucraniano cambiaron con el tiempo según las circunstancias históricas específicas y la política hacia los ucranianos aplicada por ciertas autoridades estatales en las partes controladas de las tierras ucranianas. En las zonas de estepa, la población ucraniana, bajo la presión de las tribus nómadas, más de una vez decayó y desapareció por completo. Luego se estableció nuevamente en las tierras del norte y oeste de Ucrania. Los procesos de migración desempeñaron un papel importante en el desarrollo del territorio étnico de los ucranianos y la composición étnica de la población.
En el siglo XIX y casi hasta mediados del siglo XX, el territorio étnico ucraniano fue mucho más allá del territorio moderno de Ucrania, cubriendo la parte suroeste de la Bielorrusia moderna, una serie de áreas adyacentes al territorio nacional ucraniano moderno de Polonia, Eslovaquia, Rumania, Moldavia y Rusia. A pesar de las pérdidas territoriales significativas, su territorio étnico continúa siendo el más grande entre las naciones europeas y el segundo más grande en Europa (después de la parte europea del territorio étnico ruso.

Destaca la presencia de la diáspora ucraniana en América del Sur, concentrados principalmente en Brasil, Argentina y Paraguay.
En América del Norte la mayor población de origen ucraniano se encuentra en Canadá.

### Mapas

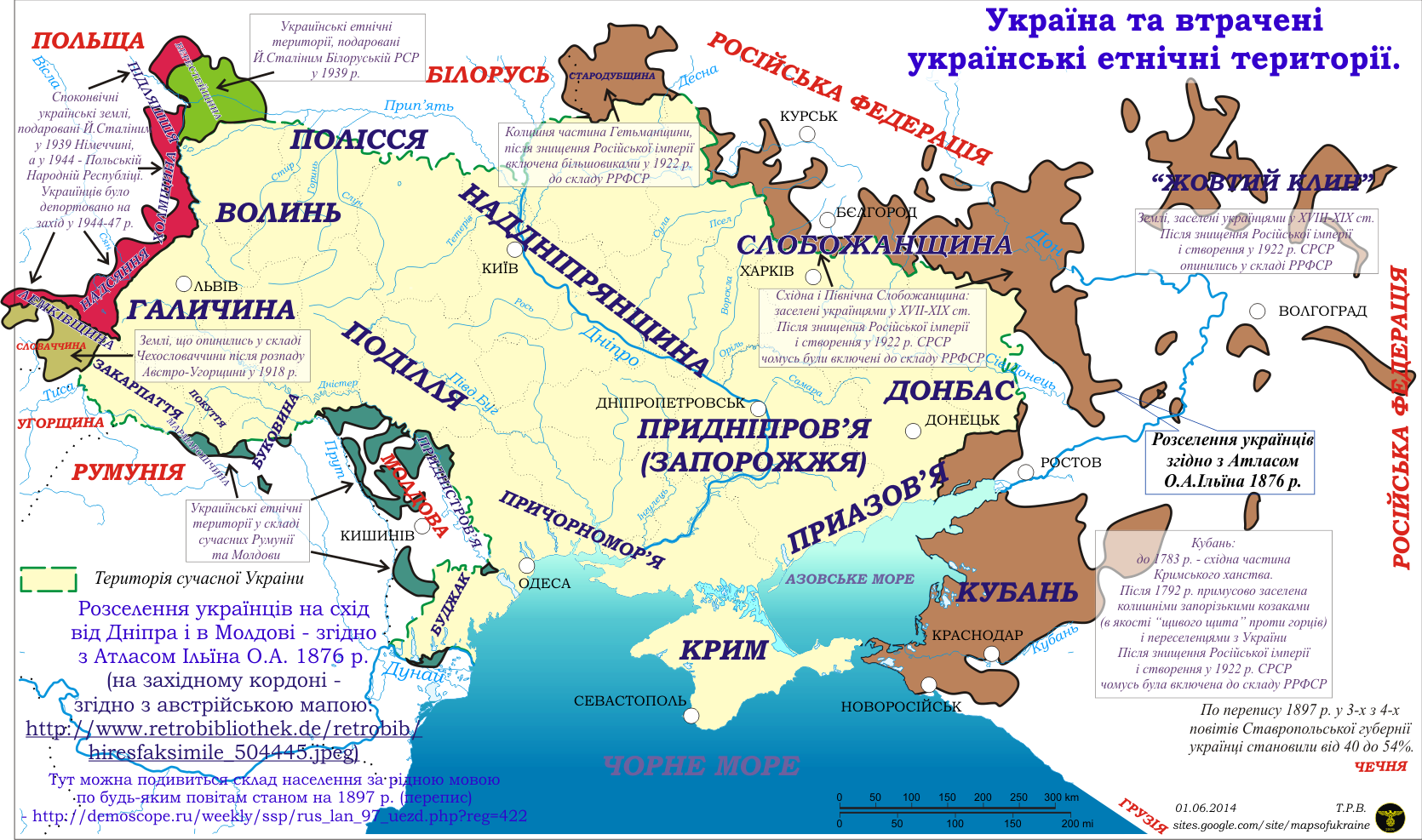
Asentamiento de ucranianos fuera de la Ucrania moderna en el sudeste de Europa en 1876 (según el Atlas de de Ilyin)
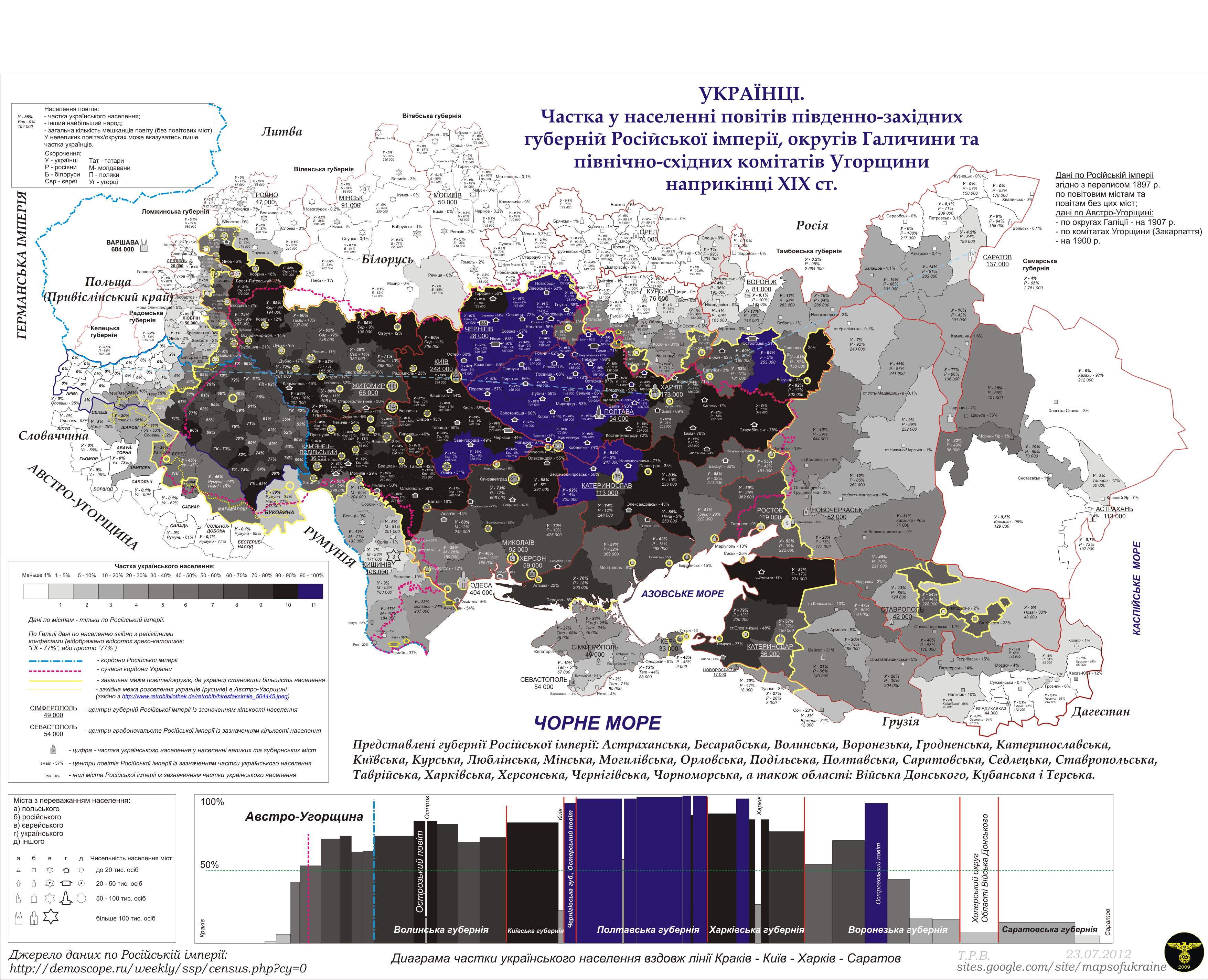
La presencia de los ucranianos en los condados del Imperio ruso, distritos y condados del Imperio austrohúngaro a fines del siglo XIX
Según el censo de 1897, los ucranianos (en amarillo) eran las personas más numerosas en el distrito del sur de Ussuri, ocupando la mayor parte del Krai de Primorie actual
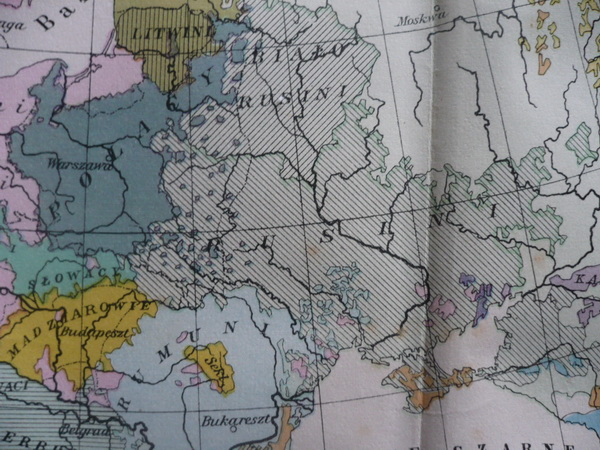
Mapa polaco de la población de Europa Central en 1927. Los ucranianos están marcados como "Rusini"
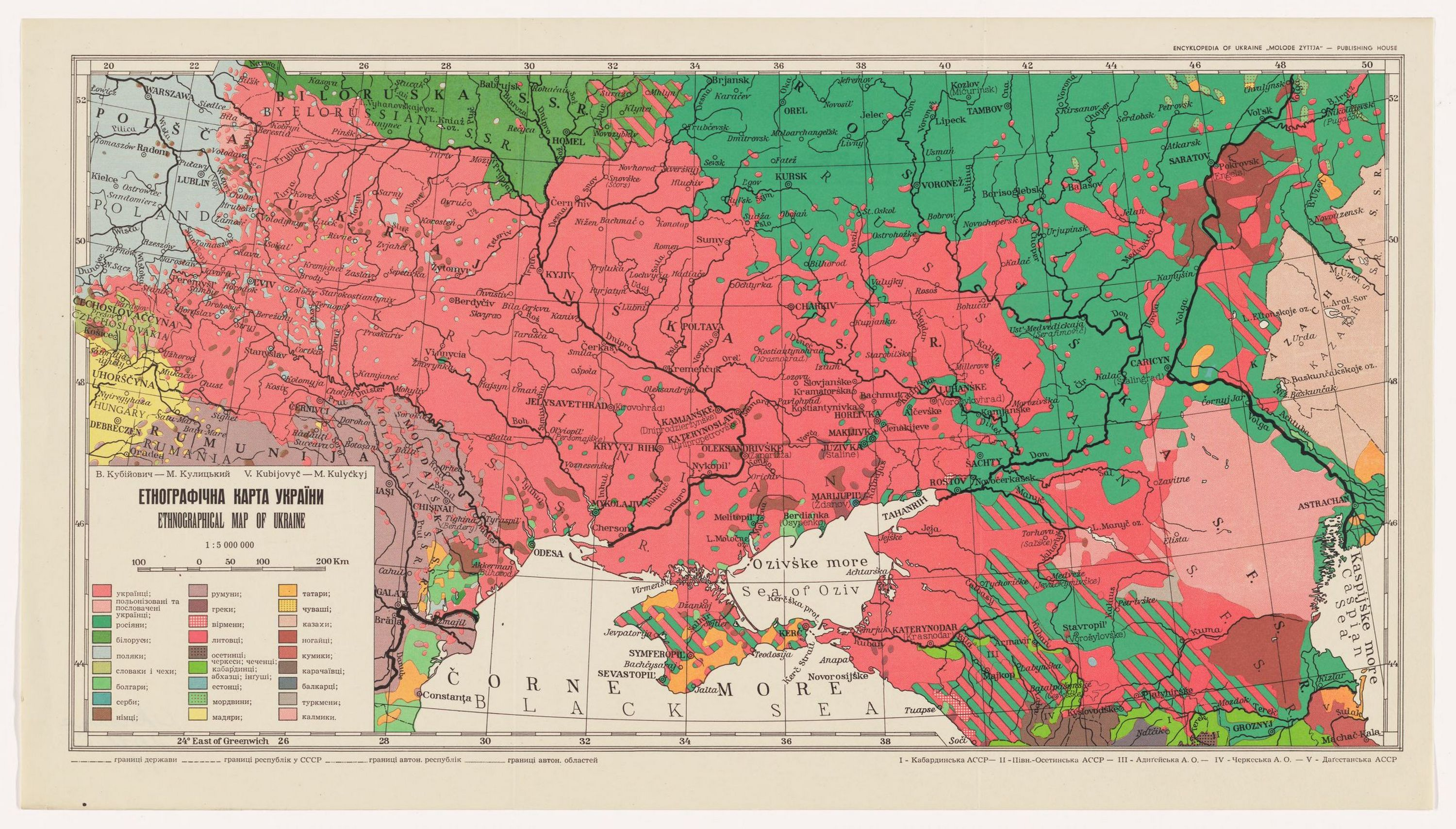
Mapa de los asentamiento de ucranianos en 1940
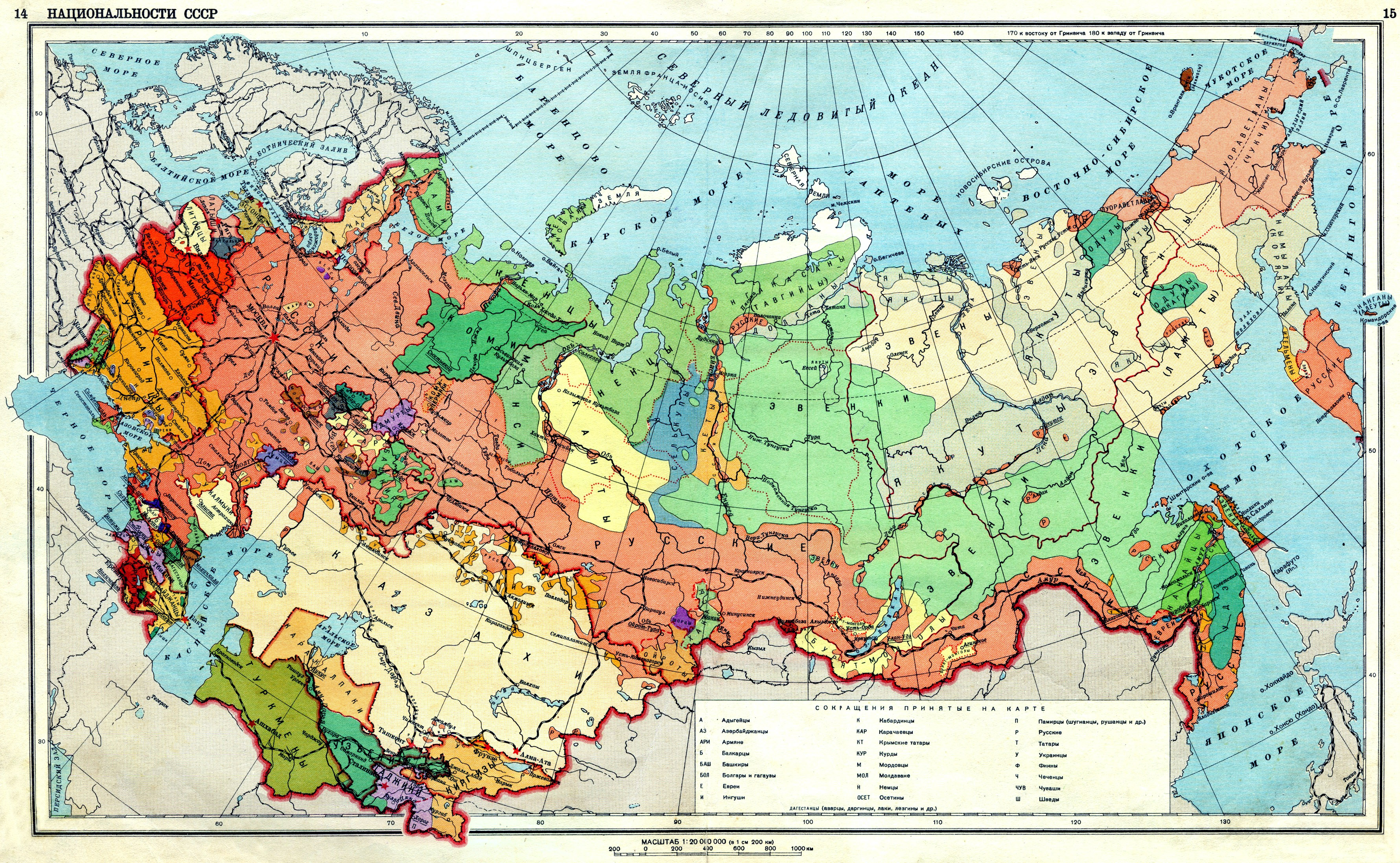
Asentamiento de ucranianos (en naranja) junto con otros grupos étnicos en el territorio de la URSS, 1941.
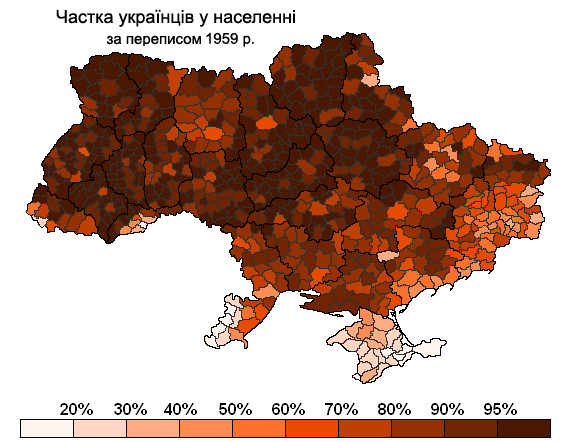
La proporción de ucranianos en los distritos (Censo de 1959)
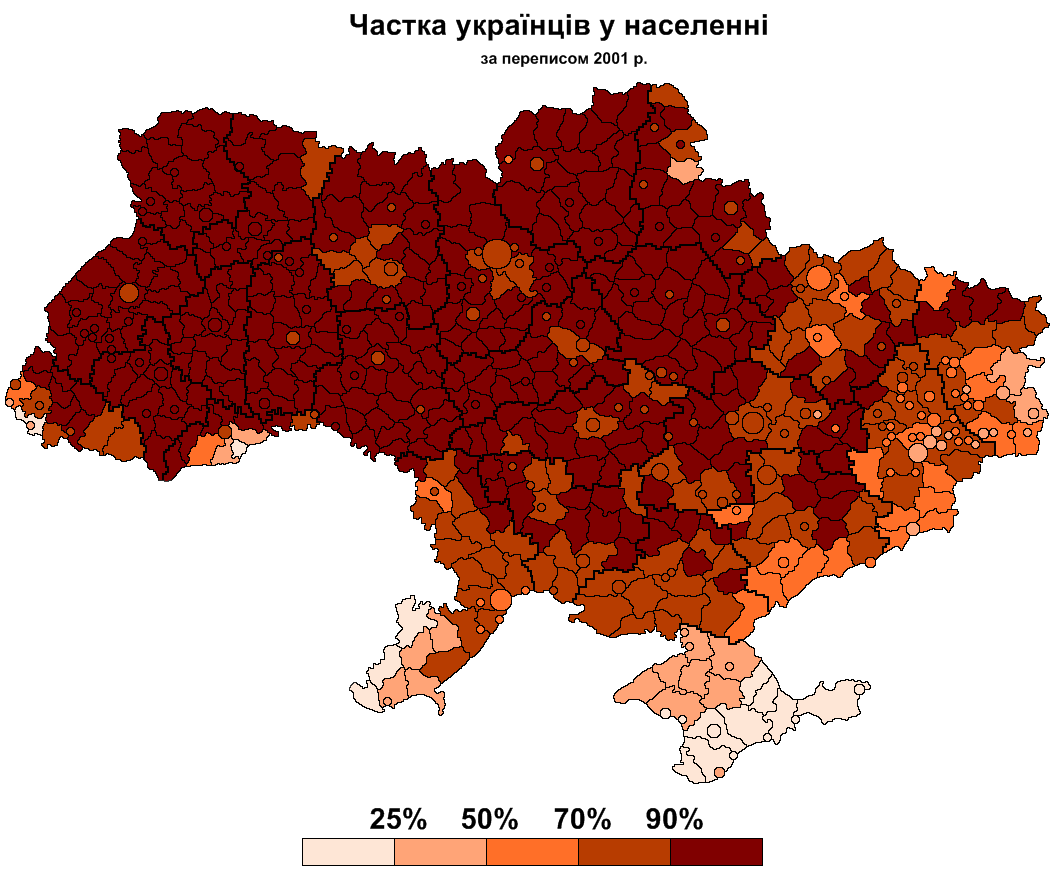
Proporción de ucranianos en distritos y ciudades (censo de 2001)
Proporción de ucranianos por óblast de Ucrania (censo de 2001)
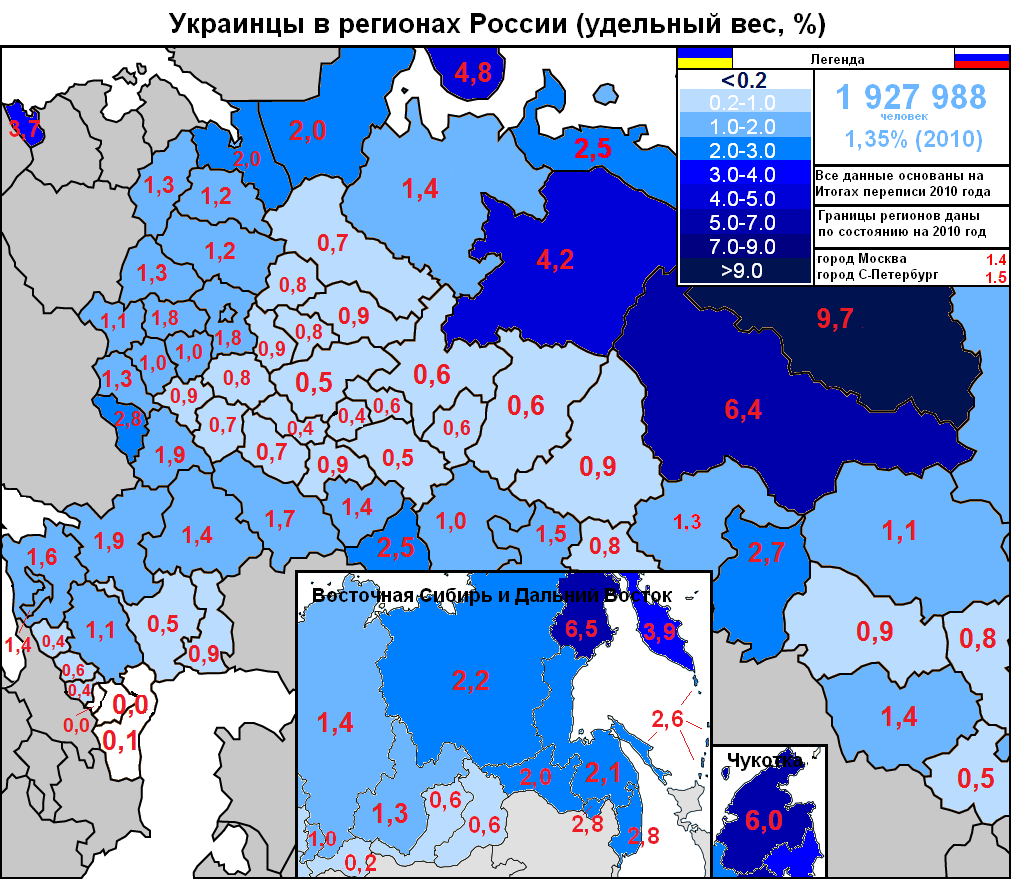
La proporción de ucranianos étnicos en las regiones de Rusia según el censo de 2010
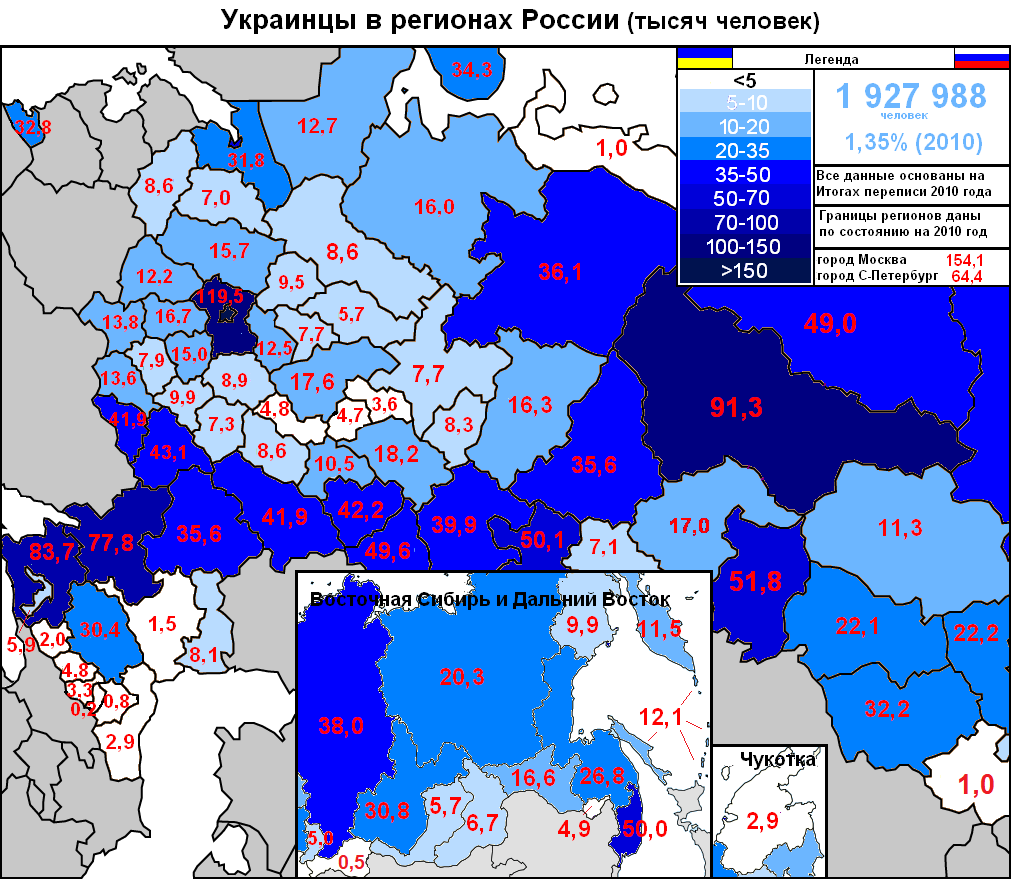
Población ucraniana (miles de personas) en las regiones de la Federación Rusa, censo 2010

## Idioma
Los ucranianos hablan el idioma ucraniano, que hasta mediados del siglo XIX se llamaba "ruteno", "cosaco" o "pequeño ruso". Pertenece al grupo eslavo de la familia de lenguas indoeuropeas, y se escribe con el alfabeto cirílico. Existen los siguientes dialectos del idioma ucraniano: norte, sudoeste y sudeste.
Algunos ucranianos de Ucrania del Dniéper hablan ruso o súrzhik debido a la rusificación de Ucrania en los siglos XIX y XX. Del mismo modo, algunos ucranianos en Galicia, Bucovina y Transcarpatia saben polaco, rumano y húngaro a través de la política de polonización, rumanización y magiarización de estas regiones en la primera mitad del siglo XX al haber pertenecido a esas naciones.

Según el censo de 2001, los ucranianos en Ucrania hablaban con fluidez ucraniano (96.8%) y ruso (58,1%). 

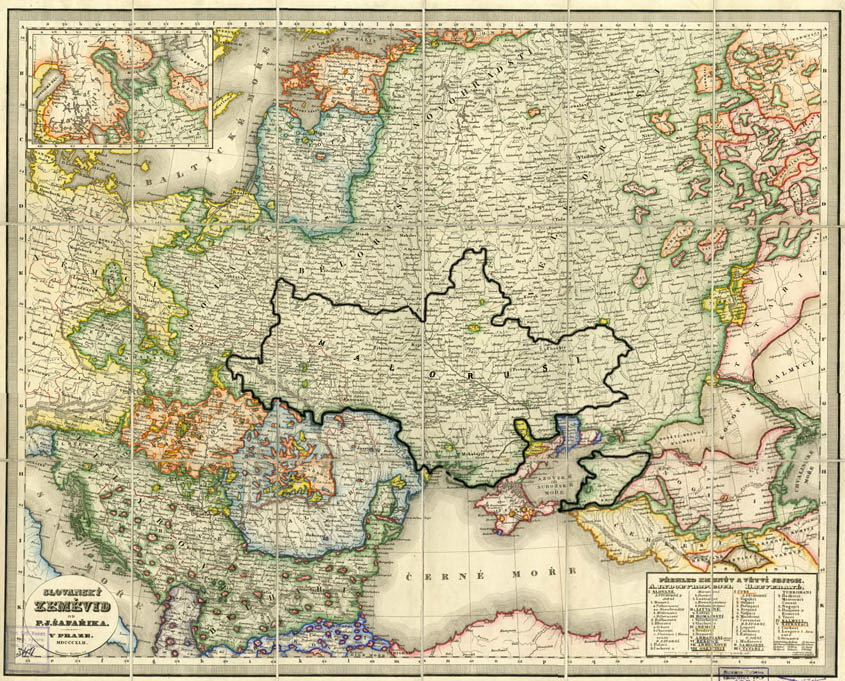
Habla ucraniano en las tierras eslavas (1842)
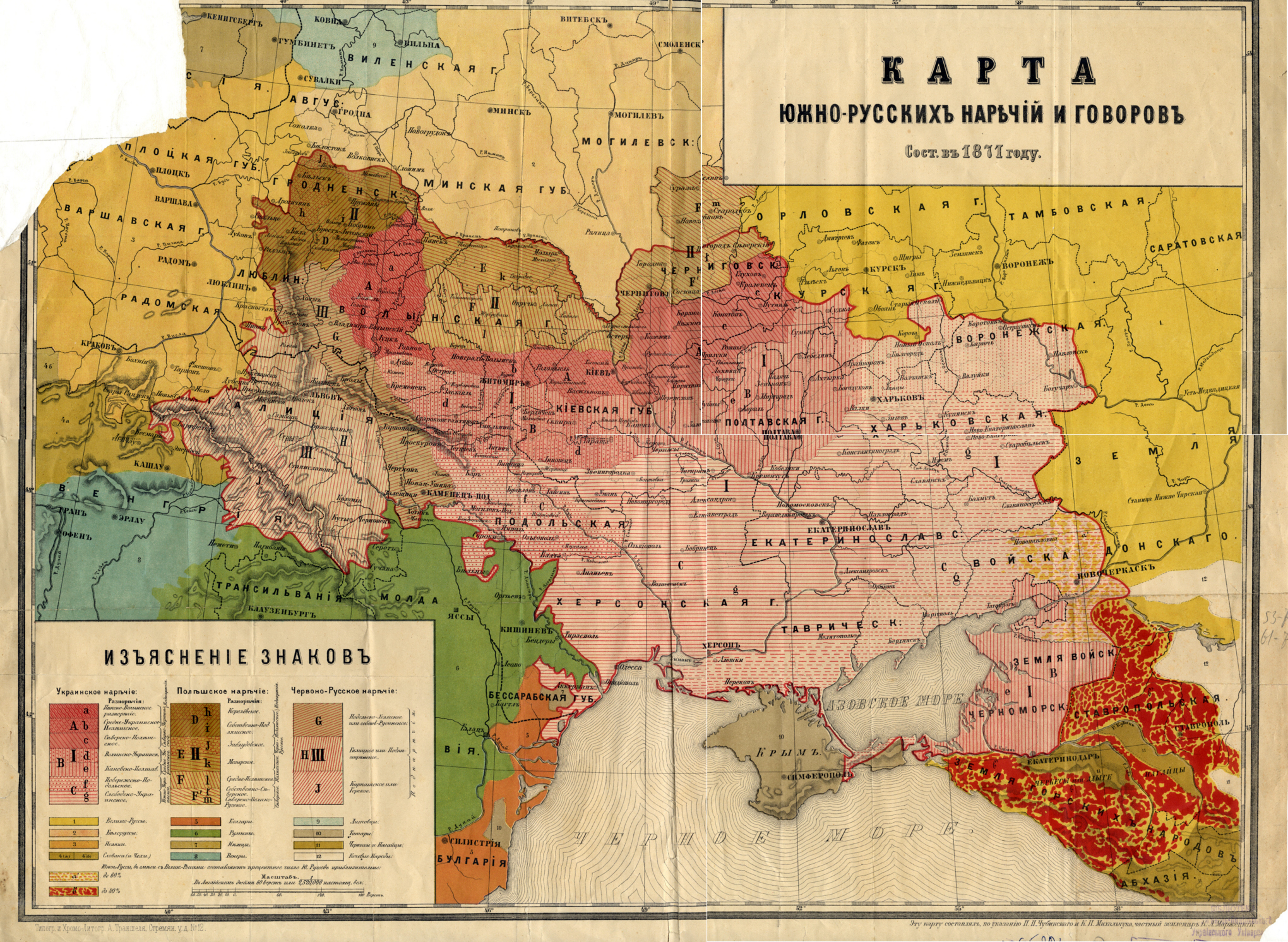
Dialectos de Ucrania (1871)
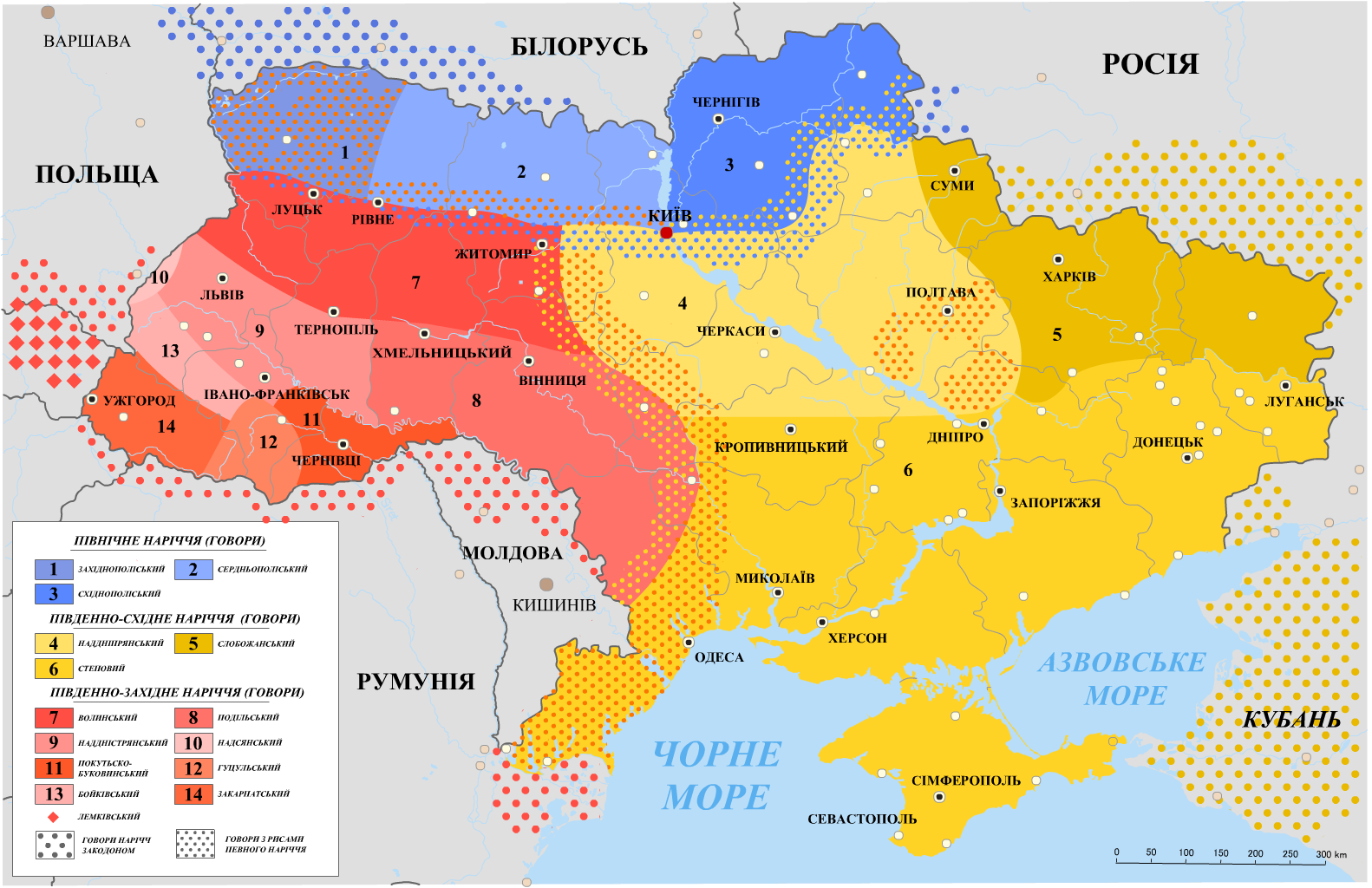
Dialectos de Ucrania (1960)
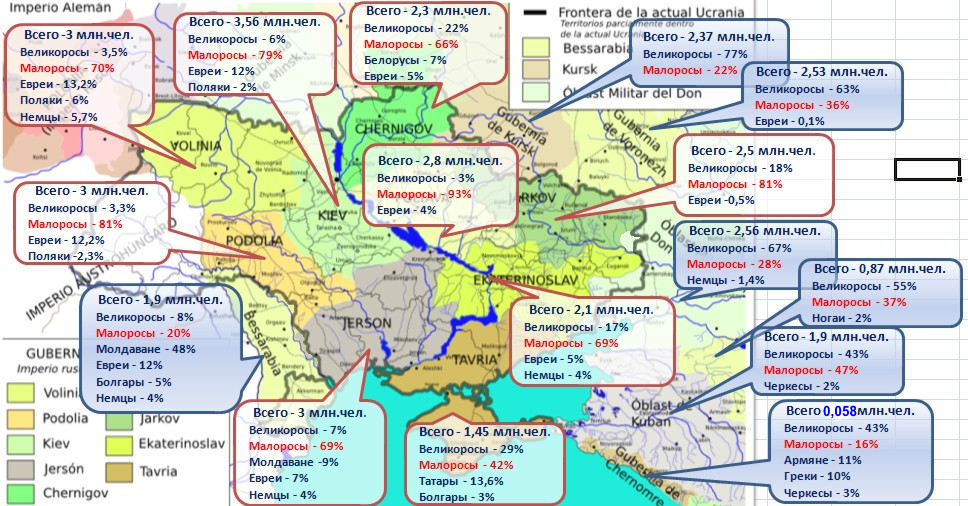
Hablantes ucranianos en Ucrania (1897)
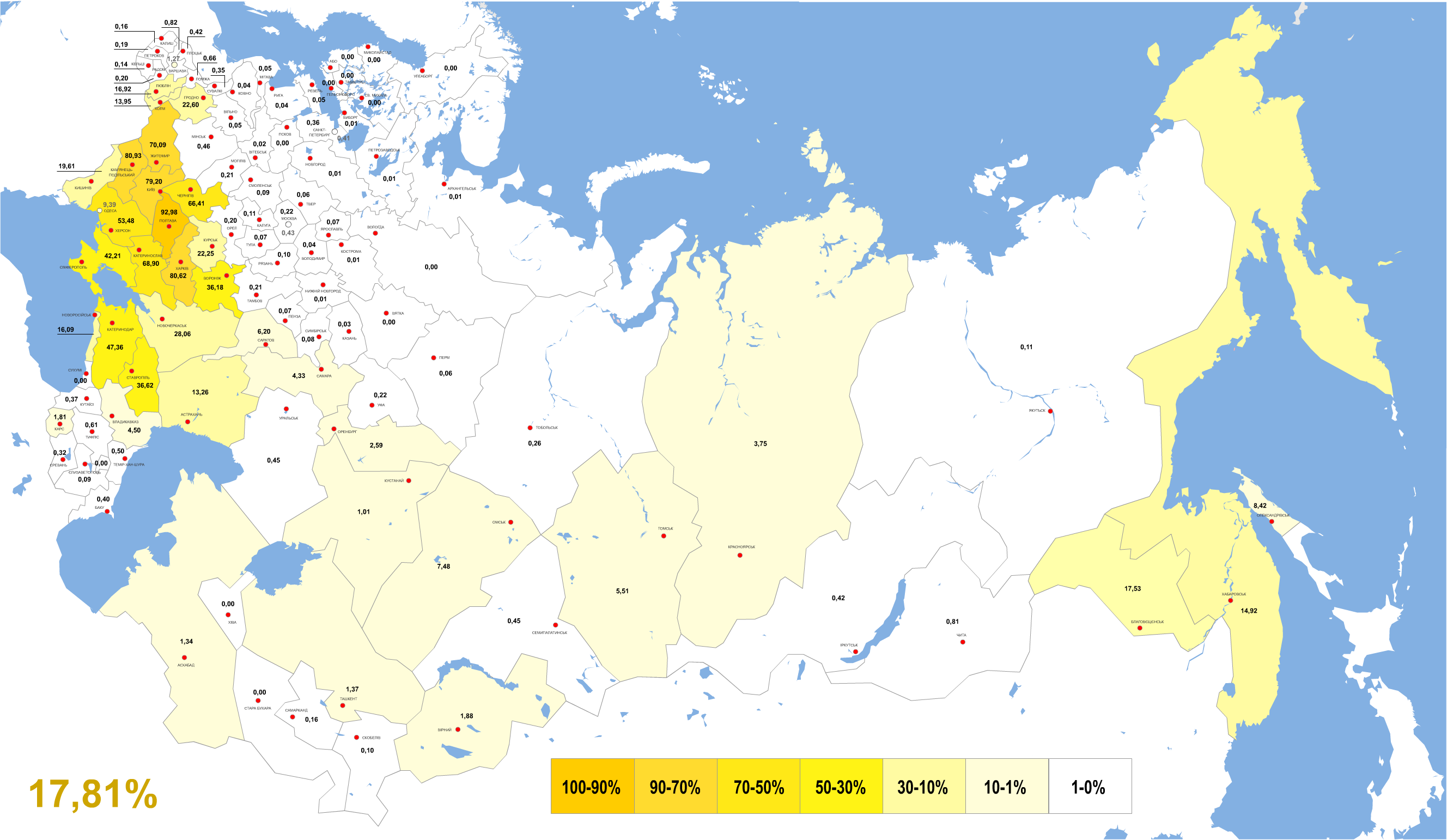
Hablantes ucranianos en el Imperio ruso (1897)
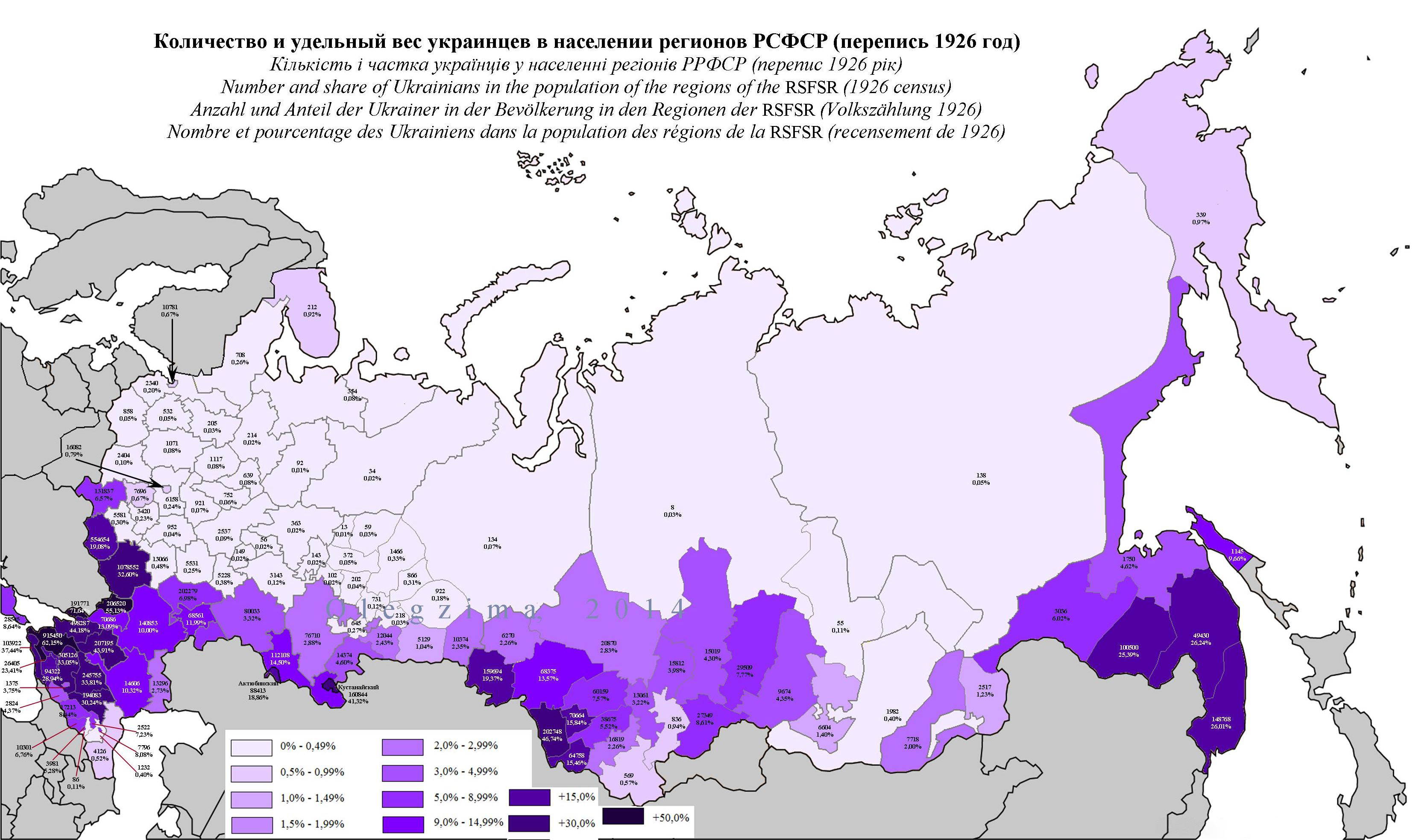
Número y porcentaje de ucranianos en la RSFS de Rusia (1926)

## Cultura tradicional

### Agricultura

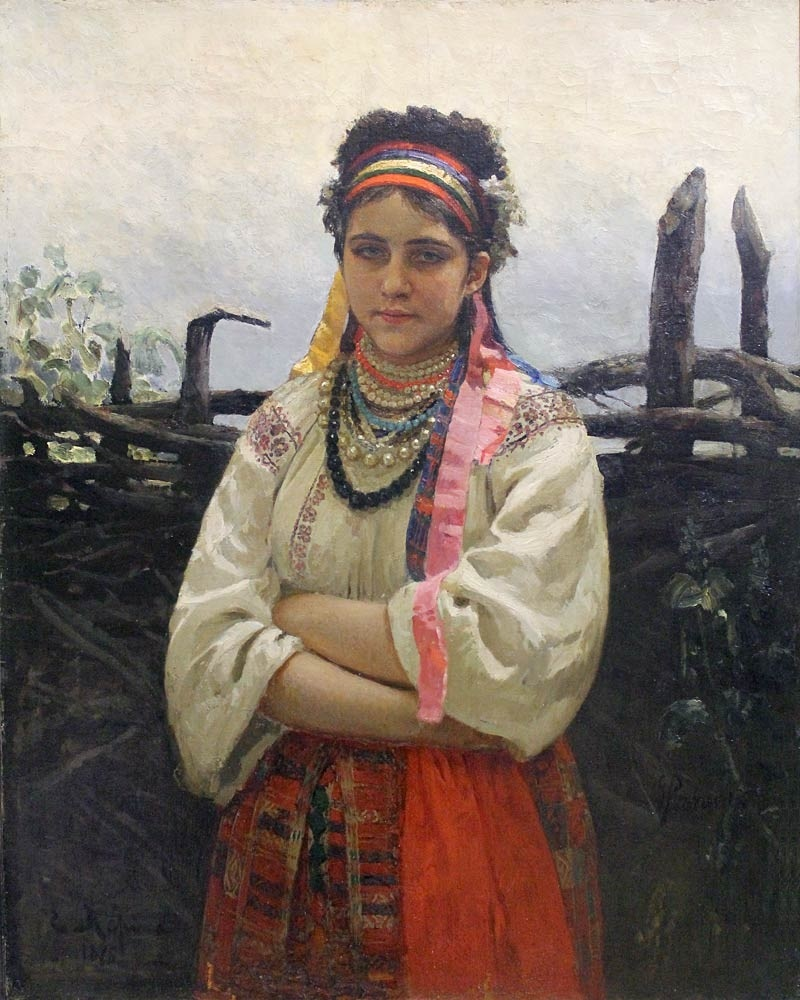
Ucraniana (1876), pintura de Iliá Repin que representa a una fémina en un ambiente tradicional ucraniano en el campo.

La principal agricultura de los ucranianos es la cerealista, destacando el centeno, trigo, cebada, mijo, trigo sarraceno, avena, cáñamo, lino. Ya a finales del siglo XVII se le unió el maíz y el tabaco, y para la segunda mitad del siglo XVIII el girasol y patatas, y tomates y pimientos desde principios del siglo XIX. Se le añade la horticultura de col, pepinos, remolachas, rábanos, cebollas, sandías y calabazas. También se han caracterizado durante mucho tiempo por el cultivo de manzanas, peras, cerezas, ciruelas, frambuesas, grosellas, grosellas espinosas, albaricoques, cerezas y uvas.
Los implementos agrícolas tradicionales consistía en un arado de madera con partes de hierro en el frente, una azada, y una rastra entre otros. El complejo de herramientas de cosecha consistía en una hoz, guadaña, rastrillo y horca. Para la trilla se usaba el mayal, y a veces tirado con carros de caballos. El grano se procesaba en molinos de agua, así como en molinos de viento y los llamados tupchaks.

### Ganadería
Los ucranianos criaron ganado principalmente ovejas, caballos, cerdos y aves de corral. El pastoreo prevaleció en los Cárpatos. La apicultura y la pesca desempeñaron un papel de apoyo en la economía.
Mediante los Chumak, un transportista de mercancías a larga distancia, se distribuía sal y pescado por el interior.
Varios oficios y artesanías se ocuparon de las actividades de tejido, vidrio, cerámica, carpintería, cuero y otros.

### Vivienda
La población se situaba principalmente en asentamientos rurales tradicionales de adobe o troncos encalado compuestos por una casa y granero. La base de la vivienda son los cimientos de roble, que se encuentran sobre cimientos de piedra. La finca tiene una estructura tradicional de tres habitaciones. La despensa permaneció sin blanquear y se usó principalmente para almacenar suministros de alimentos. En la entrada de la casa, en la habitación principal se encontraba en la esquina había una estufa, y diagonalmente de ella en el otro extremo, se encontraba la mesa para comer con bancos a lo largo de las paredes. La pared opuesta a la entrada, así como la estufa a menudo estaban pintadas con flores. El patio del campesino tenía, según la riqueza del propietario, una o más dependencias: granero, corrales para ganado, etc.
También vivían en ciudades, suburbios y pueblos. La vivienda de los pobres era poco diferente de la de una casa de campo. Las personas ricas vivían en edificaciones de ladrillo o piedra con varias habitaciones.